# Tales of Rock 'n' Roll
Tales of Rock 'n' Roll es el décimo álbum de estudio de la banda inglesa de hard rock y heavy metal Michael Schenker Group, publicado en 2006 por Armageddon Entertainment. Esta vez el nuevo vocalista es Jari Tiura, aunque el álbum también contiene la participación de los exvocalistas de toda la historia de la banda; Gary Barden, Graham Bonnet, Robin McAuley, Kelly Kelling, Leif Sundin y a Chris Logan, quienes colaboraron con la voz y algunos compusieron las letras de ciertas canciones.

## Lista de canciones
| N.º | Título                        | Escritor(es)            | Duración |  |
| 1.  | «The Ride»                    | Schenker, Tiura         | 3:16     |  |
| 2.  | «Setting Sun»                 | Schenker, Tiura         | 3:44     |  |
| 3.  | «Angel of Avalon»             | Schenker, Tiura, Sundin | 2:21     |  |
| 4.  | «Dreams Inside»               | Schenker, Logan         | 3:33     |  |
| 5.  | «Dust to Dust»                | Schenker, Tiura         | 3:28     |  |
| 6.  | «Voice of My Heart»           | Schenker, Tiura         | 2:40     |  |
| 7.  | «Journey Man»                 | Schenker, Tiura         | 2:30     |  |
| 8.  | «Big Deal (False Alarms)»     | Schenker, Keeling       | 2:59     |  |
| 9.  | «St. Ann»                     | Schenker, Tiura         | 1:38     |  |
| 10. | «Shadow Lady»                 | Schenker, Tiura         | 2:31     |  |
| 11. | «Love Trade»                  | Schenker, Tiura         | 3:48     |  |
| 12. | «Human Child»                 | Schenker, Tiura         | 2:58     |  |
| 13. | «Bitter Sweet»                | Schenker, Tiura         | 3:04     |  |
| 14. | «Blind Alley»                 | Schenker, Tiura         | 2:44     |  |
| 15. | «Freedom»                     | Schenker, Tiura         | 3:58     |  |
| 16. | «Life Vacation»               | Schenker, Kelling       | 2:53     |  |
| 17. | «Rock'n'Roll»                 | Schenker, Bonnet        | 3:42     |  |
| 18. | «Tell a Story»                | Schenker, McAuley       | 3:08     |  |
| 19. | «Life Goes On» (instrumental) | Schenker                | 1:51     |  |

## Personal
- Jari Tiura: voz
- Michael Schenker: guitarra líder
- Wayne Findlay: teclados y guitarra rítmica
- Pete Way: bajo
- Jeff Martin: batería

Vocalistas invitados
- Gary Barden: voz en «Life Vacation»
- Robin McAuley: voz en «Tell a Story»
- Graham Bonnet: voz en «Rock'n'Roll»
- Kelly Kelling: voz en «Big Deal»
- Leif Sundin: voz en «Angel of Avalon»
- Chris Logan: voz en «Dreams Inside»